# Montgomery (groupe)
Pour les articles homonymes, voir Montgomery.
Montgomery est un groupe de pop/rock indépendant français, originaire de Rennes, en Ille-et-Vilaine.

## Biographie
Le groupe est formé en 2002 à Rennes, et composé de Benjamin Ledauphin (guitare/voix), Thomas Poli (guitare/claviers), Cédric Moutier (basse), Mathieu Languille (batterie) et Yoann Buffeteau (claviers/batterie),. Après un EP en 2003 et une tournée des Transmusicales, ils signent un contrat pour deux albums avec Naïve Records. En 2006, ils deviennent lauréat de Fait et remportent le concours CQFD un an plus tard. Leur premier album studio, homonyme, est publié en 2007. 
En 2009, le groupe publie son deuxième album, intitulé Stromboli aux labels Phantomatik/Naïve Records. L'album est bien accueilli par la presse spécialisée,. Pour Le Parisien, Montgomery « fait preuve d'une ambition rare chez les groupes hexagonaux en alliant des textes en français et un son foisonnant qui évoque des formations anglo-saxonnes pointues comme Animal Collective ou Broken Social Scene. » Pour le zine Muzz'art, « on pense en premier lieu à Dionysos, un Dionysos peut-être un peu plus spatial (Volcan) et si l'influence du groupe de Mathias Malzieu reste évidente, la capacité de Montgomery à écrire et composer des ritournelles entraînantes fait ici la différence. C'est le cas, entre autres, sur Megaceros et le franchement rock Athlète. Et ailleurs, le groupe laisse libre cours à ses prétentions plus "free", l'exemple type et significatif en étant ce "Le ciel" presque shoegaze, ou à des ambiances enfantines (Le chat) ».
Le groupe devient inactif ensuite à partir de 2016. À l'occasion d'une soirée spéciale du festival Les Embellis à Rennes, le groupe se reforme pour un concert en avril 2025,.